# 城北街道 (肇庆市)
城北街道，是中华人民共和国广东省肇庆市端州区一个已撤销的街道办事处，2013年4月28日，肇庆市人民政府批复同意调整端州区街道行政管辖范围，撤销城北街道，将其所辖花园后街、水师营、雅图、古塔北、莲湖、端四、景德、端三、和平9个社区划归城东街道管辖，翠星、星荷、康乐北、端六、端五、登高、草场、忠勇、睦民9个社区划归城西街道管辖。